# すばる (コンサルティング会社)
すばる（現　株式会社M＆A DX）は、M&Aを中心に会計コンサルティングを提供している日本の企業。デロイト・トーマツグループでM&Aアドバイザリー業務に従事していた牧田彰俊が創業。

## 特徴
M&Aや相続、事業承継など複合的なコンサルサービスを11種類提供し、「総合的なサービスラインで、事業承継を最適化する」を掲げている。俳優 要潤を公式アンバサダーとして起用。

## 沿革
- 2018年 1月	M&A関連事業を目的として、愛知県名古屋市中区に設立
- 2019年 1月	生命保険代理店事業を目的として、株式会社保険のすばるを100％子会社として設立
- 2019年 4月	M&Aに関する情報提供を目的として、メディア事業を開始
- 2019年 7月	東京都千代田区に東京オフィスを開設
- 2019年 11月	ベンチャー支援を目的として、ベンチャー投資事業を開始
- 2020年 3月	Youtube「M&Aの殿堂すばる」を開始
- 2020年 9月	東京都港区 に東京オフィスを移転
- 2021年 2月	名古屋市中区に名古屋オフィスを移転
- 2021年 4月	大阪府大阪市北区に大阪オフィス開設
- 2021年 8月 社名を「株式会社M＆A DX」に変更

## 拠点
- 東京オフィス - 東京都港区
- 名古屋オフィス - 愛知県名古屋市中区
- 大阪オフィス - 大阪府大阪市北区

## 関連出版物
- 牧田彰俊『シリアルアントレプレナー 連続起業家』幻冬舎、2021年4月   ISBN  978-4344932364